# Calendula denticulata
Calendula denticulata là một loài thực vật có hoa trong họ Cúc. Loài này được Schousb. ex Willd. mô tả khoa học đầu tiên năm 1809.